# 1960년 하계 올림픽 오스트레일리아 선수단
1960년 하계 올림픽 오스트레일리아 선수단은 이탈리아 로마에서 개최된 1960년 하계 올림픽에 참가한 올림픽 오스트레일리아 선수단이다.